# Distrito de Conthey
O Distrito de Conthey é um dos 14 distritos do cantão suíço de Valais. Tem como capital a cidade do mesmo nome. Neste distrito do Valais, a língua oficial é o francês.
Segundo o censo de 2010, o distrito ocupa uma área de 234,26 km2 e uma população total de 24 211 hab., o que faz uma densidade de 103,4 hab/km2. O distrito é constituído por 5 comunas .

## Imagens

Bandeira do Cantão de Valais
Armas de distrito de Conthey
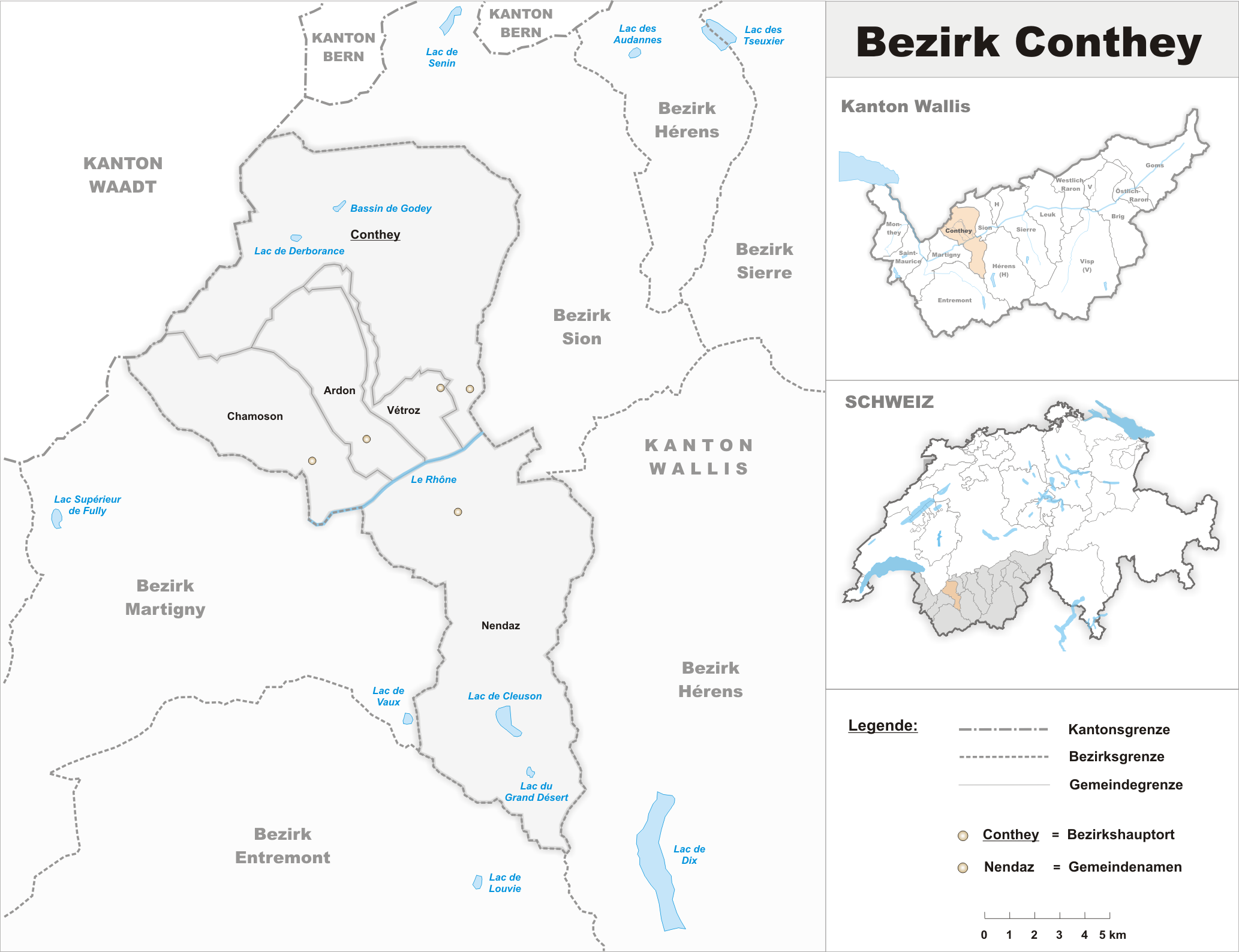
Distrito de Conthey

## Comunas
O Distrito de Conches tem 5 comunas:
| No OCS | De Ardon a Vétroz |
| ------ | ----------------- |
| 6021   | Ardon             |
| 6022   | Chamoson          |
| 6023   | Conthey           |
| 6024   | Nendaz            |
| 6025   | Vétroz            |